# Hektor Ammann
Hektor Ammann (* 23. Juli 1894 in Aarau; † 22. Juli 1967 ebenda) war ein Schweizer Historiker und Archivar.

## Leben und Werk
Er war der Sohn des Architekten Robert Ammann und studierte zwischen 1914 und 1920 Geschichte und Geographie in Zürich, Berlin und Genf. In jungen Jahren trat er der FDP des Kantons Aargau bei. Seit der Zeit vor dem Ersten Weltkrieg ideologisch durch die Germanophilie geprägt, wirkte er ab 1916 als Sekretär der mit dem «Volksbund für das Deutschtum im Ausland» verbundenen «Deutschschweizerischen Gesellschaft». Ab 1919 trat Ammann auch zunehmend als Verfechter einer eng gefassten Neutralität auf und war von 1923 bis 1927 Leiter der Geschäftsstelle, nachher Obmann des «Volksbundes für die Unabhängigkeit der Schweiz». Neben seinem politischen Engagement entfaltete Ammann eine breitgefächerte wissenschaftliche und publizistische Tätigkeit und arbeitete u. a. seit 1922 bei den Schweizer Monatsheften mit. 1929 wurde er zum aargauischen Staatsarchivar und Kantonsbibliothekar gewählt. Seit 1930 Vorsitzender der «Aargauischen Historischen Gesellschaft», wurde er 1932 Redakteur der Zeitschrift für schweizerische Geschichte. Auch nach 1933 hielt Ammann an der Idee einer überstaatlichen deutschen Volks- und Kulturgemeinschaft fest und war 1940 einer der Hauptinitianten der Eingabe der Zweihundert. Mit anderen Mitgliedern des «Volksbundes» beteiligte er sich zudem an den Gesprächen mit Klaus Hügel, SS-Hauptsturmführer und SD-Mitarbeiter in Stuttgart. Dies führte 1946 zu seiner Entlassung aus dem Staatsdienst.
Ab 1955 lehrte Ammann als Honorarprofessor für Wirtschaftsgeschichte an der Städtischen Handels-Hochschule in Mannheim, von 1958 bis 1963 hatte er eine ausserordentliche Professur an der Universität Saarbrücken inne. Von 1960 bis zu seinem Tod war er Direktor des Instituts für Landeskunde der Saarlande, von 1956 bis 1967 Sekretär der Kommission für Stadtgeschichte des internationalen Historikerverbands. In dieser Zeit festigte Ammann seinen Ruf als international anerkannter Wirtschaftshistoriker.
Verheiratet war Ammann seit 1930 mit Margrit geb. Hemmeler. Aus dieser Ehe gingen die Kinder Gerhard und Gertrud hervor.

## Schriften
- Die wirtschaftliche Stellung der Reichsstadt Nürnberg im Spätmittelalter. Selbstverlag Verein für Geschichte der Stadt Nürnberg, Nürnberg 1970.
- Der hessische Raum in der mittelalterlichen Wirtschaft. Marburg 1958.
- Die Judengeschäfte im Konstanzer Ammann-Gerichtsbuch 1423–1434. Merk, Konstanz 1952.
- Freiburg und Bern und die Genfer Messen. Langensalza 1921 doi:10.3931/e-rara-59193.
- Die Italiener in der Schweiz. Ein Beitrag zur Fremdenfrage. Finckh, Basel 1917 (online).